# Matt Jarvis
Matthew Thomas Jarvis (Middlesbrough, 22 mei 1986) is een Engels voetballer die bij voorkeur als vleugelspeler speelt. Hij verruilde in augustus 2012 het toen net gedegradeerde Wolverhampton Wanderers voor West Ham United. Jarvis debuteerde in 2011 in het Engels voetbalelftal.
West Ham verhuurde Jarvis in september 2015 voor een jaar aan Norwich City.

## Clubcarrière
Jarvis debuteerde debuteerde op 4 november 2003 op zeventienjarige leeftijd in het betaald voetbal in het shirt van Gillingham. Daarmee nam hij het die dag op tegen Sunderland, omdat verschillende selectiespelers geveld waren door de griep. In totaal speelde hij 110 wedstrijden voor The Gills.
Jarvis tekende in juni 2007 een tweejarig contract bij Wolverhampton Wanderers. Hij maakte zijn debuut voor The Wolves op 20 oktober 2007 in een thuiswedstrijd tegen Charlton Athletic. Hij scoorde zijn eerste doelpunt voor Wolverhampton op 22 december 2007, tegen Leicester City. In 2009 steeg de club naar de Premier League, waardoor Jarvis zijn debuut maakte op het hoogste niveau, tegen West Ham United. In september 2010 tekende hij een nieuw vijfjarig contract bij de club. In 2012 degradeerde hij met Wolverhampton naar de Championship.
Op 11 augustus 2012 diende Jarvis een transferverzoek in, waarna Wolverhampton op 23 augustus 2012 een bod van 9,5 miljoen euro van West Ham United accepteerde. Eén dag later tekende Jarvis een vijfjarig contract bij The Hammers. Hij maakte zijn debuut weer één dag later tegen Swansea City. Op 1 oktober 2012 maakte hij zijn eerste doelpunt voor West Ham United, tegen Queens Park Rangers.
West Ham verhuurde Jarvis in september 2015 voor een jaar aan Norwich City, dat in het voorgaande seizoen promoveerde naar de Premier League.

## Interlandcarrière
Jarvis debuteerde op 29 maart 2011 voor Engeland in een vriendschappelijke wedstrijd tegen Ghana. Hij viel in na 70 minuten voor Jack Wilshere. De wedstrijd eindigde in 1-1. Hij was de eerste speler van Wolverhampton Wanderers die in actie kwam voor het nationaal elftal sinds 1990, toen Steve Bull verschillende interlands speelde.

## Erelijst

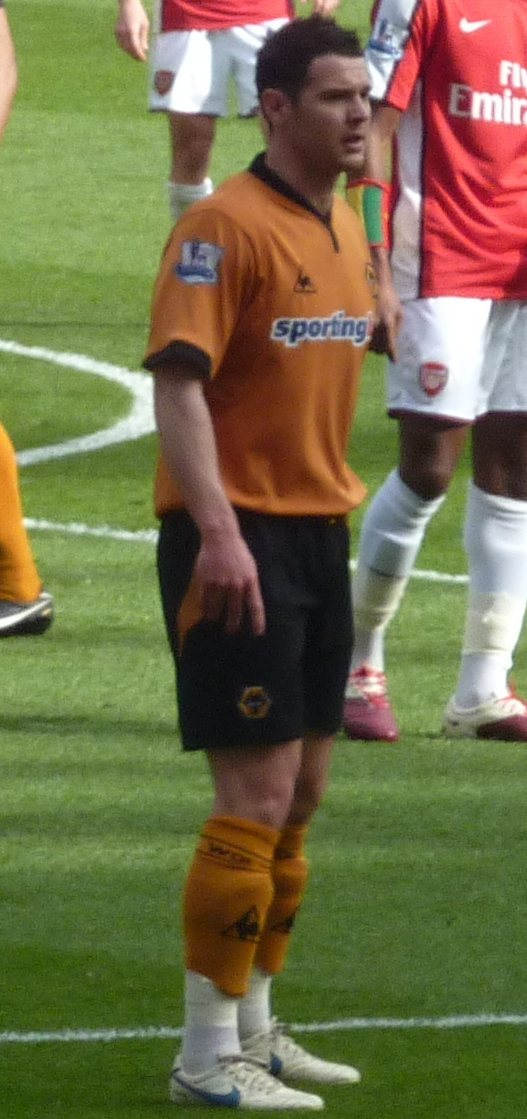
Jarvis in actie voor Wolverhampton Wanderers

| Kampioen Championship | 1x | 2008/09 |

1 Gunn ·
3 Stacey ·
4 Duffy ·
5 Hanley  ·
6 Doyle ·
7 Sainz ·
8 Gibbs ·
9 Sargent ·
10 Barnes ·
11 Marcondes ·
12 Long ·
14 Chrisene ·
16 Fassnacht ·
17 Crnac ·
18 Amankwah ·
19 Sørensen ·
20 Ben Slimane ·
21 Gordon ·
23 McLean ·
25 Hernández ·
26 Núñez ·
29 Schwartau ·
33 Córdoba ·
35 Fisher ·
37 Mair ·
40 Hills ·
41 Forsyth ·
50 Warner ·
Coach: Thorup
· Assistent-coach: Riddersholm